# Grenouer
Grenouer («Греновер», ранее «Гринуар») — российская метал-группа.

## История группы
Группа Grenouer была образована в Перми в первой половине 1990-х и изначально исполняла брутальный death metal. До своего переезда в Санкт-Петербург в 2003 году. К этому моменту за группой числилось несколько полноформатных альбомов, о группе активно писала музыкальная пресса — российская и зарубежная, происходили регулярные гастроли, фестивали, концерты с такими группами, как «Коррозия Металла», «Тайм-Аут», «Мастер», End Zone, Goresleeps, Tales of Darknord и другие.
Смена географического местоположения позволила группе более активно осваивать ближнее и дальнее зарубежье. Прошли туры по России, Белоруссии, Украине и Финляндии, работа над записью музыкального материала поэтапно стала переноситься в более известные студии — Astia Studio Sound] с продюсером Ансси Киппо, Finnvox Studios с Микой Юссилой. На новом месте Grenouer начинают экспериментировать как с риффовой математикой, так и роковыми подходами. Для обозначения произошедших изменений группа поменяла и звучание названия: «Гринуар», от гримуар, превратилось в «Греновер». После выхода релиза «Try» Grenouer подписали контракт сначала с английским лейблом Casket Music, а затем с ещё более крупным — Locomotive Music. Песня с альбома Try вошла в официальную компиляцию английского журнала Terrorizer, а французский журнал Hard Rock признал «Try» лучшей записью месяца. В этот отрезок времени Grenouer съездили в тур по Сибири, приняли участие в фестивалях Metal Heads Mission (Украина, вместе с Napalm Death, Toxic Bonkers, Cenotaph и др.), Metal Crowd (Беларусь, вместе с Apocryphal, Acrimonia, Little Dead Bertha, Disentomb и др.), Pushkin Drive (Россия, вместе с Pain, Tiamat, FM 2000 и другими), Neformat Fest (Украина, вместе с Hostile Breed, Perimeter, +\- и другими).
В январе 2005 года концерт с участием Grenouer был запрещён властями Кемеровской области.
После подписания контракта с Locomotive Records и выхода на этом лейбле шестого полноформатного альбома «Lifelong Days», группа выступала на больших фестивалях СНГ и дальнего зарубежья, например, Brutal Assault Fest, Red Alert, Brainwashing Fest, где они играли на одной сцене с Paradise Lost, Carcass, Six Feet Under, Anathema, Soilwork, Despised Icon, Arch Enemy, Tiamat, Pro Pain, Behemoth, Trail Of Tears и многими другими популярными коллективами тяжёлой музыкальной индустрии, а также гастролировала в Европе сольно. В России были отыграны концерты на больших площадках с Testament, Textures, Tesseract, Amatory. В поддержку альбома Богдан Дробязко, Иван Егоров, Load 642 и другие режиссёры и творческие объединения сняли и смонтировали несколько профессиональных видеоклипов, которые транслировались на телевидении, позже размещены на официальном канале группы на YouTube.
Творчество группы высоко оценивается музыкальными критиками, например, рецензент журнала Kerrang! Райан Бёрд заметил, что релиз группы «…вполне мог бы стать самым неожиданным успехом 2009 года».
Следующая работа группы миньон «Computer Crime», выдержанная на стыке альтернативного рока, модерн-металла и пост-гранжа, вышла на рынок в ноябре 2011 года.
В 2012 году Grenouer подписывают с бельгийским лейблом Mausoleum Records, и седьмой альбом «Blood on the Face» вышел на следующий год в Европе и в США.
Grenouer периодически гастролируют по России и за её рубежом, принимают участие в крупных фестивалях. Так, в 2014 году Grenouer играла на бельгийском PPM Fest на одной сцене с Saxon, Amorphis, Pain, In Extremo, My Dying Bride, Rage, Masterplan и др. В 2015 году на Mausoleum Records выходит восьмой альбом Grenouer «Unwanted Today». Девятый альбом Grenouer «Ambition 999» выходит в 2019 году на греческом Sleaszy Rider Records, а в России Mazzar Records переиздает 4 последних альбома Grenouer с бонус-треками. В 2022 году выходит сингл Grenouer «Paranoid Infinity», а в 2023-м еще один сингл - «A Foe Within». Некоторое дальнейшее затишье в стане Grenouer связано с созданием параллельного проекта Grenouer Inc., который исполняет репертуар дэтового периода Grenouer.

## Состав
- Андрей «Ind» — вокал
- Alex Tesla — гитара
- Михаил Прокофьев — бас
- Денис «Danny» — барабаны

### Бывшие участники
- Сергей Лялин — ударные
- Игорь Климов(† 05.10.2020) — гитара
- Александр «Motor» — гитара
- Александр Шатов — гитара
- Денис Давыдов — гитара
- Вячеслав «Slavij» Колчин— бас
- Илья «Grave» — барабаны
- Алексей Болотов — бас
- Дмитрий «Daemon» — бас
- Антон Павлов († 27.11.2024) — бас
- Константин Филатов — бас
- Андрей Лобанов — вокал

## Дискография
- «Death of a Bite», Demo (1993)
- «Fiery Swans», Single (1996)
- «Border of Misty Times» (1996)
- «Gravehead» (1999)
- «The Odour O' Folly» (2001)
- «Presence with War» (2004)
- «Try», EP (2005)
- «Try» (2007)
- «Lifelong Days» (2008)
- «Computer Crime», EP (2011)
- «Blood on the Face» (2013)
- «Unwanted Today» (2015)
- «Ambition 999» (2019)
- «Paranoid Infinity», Single (2022)
- «Mountain Sky», Single (2022)
- «A Foe Within», Single (2023)

Участие на сборниках Fear Candy (Terrorizer Magazine), RAMP 2006 (Rock Alternative Music Prize A One Records), Fuck Show Business (FSB Records), Ru Zone (Мегалайнер Records), Cop Off (Copro productions), Phantom Pain (Phantom Pain Records), Headxplode (Headxplode Records), Eastern Storms (Metal Scrap Production), Colisium 2007 (Капкан Records), Casus Inorerabilis (Grindiose Music), Mass Cruelty (Mass Cruelty Productions), Invisible Front (Southern Storm Productions), From Russia With Hate (WOD), Russian Alternative (DFMO), 30 Covers of A-ha, Godflesh Tribute и др.
Музыка Grenouer звучит на саундтреке компьютерной игры «Адреналин 2: Час пик» (Adrenalin 2: Rush Hour), получившем на КРИ (конференция) 2007 номинацию лучшее звуковое оформление.